# Martha and the Vandellas
Martha and the Vandellas (v letech 1967–1972 Martha Reeves and the Vandellas) byla americká dívčí hudební skupina, která se proslavila za pomoci vydavatelství Motown. Mezi největší hity této skupiny patřily například písně „Dancing in the Street“ nebo „(Love Is Like a) Heat Wave“. V roce 1995 byla skupina uvedena do Rock and Roll Hall of Fame.

## Diskografie

### Albums
- 1963 – Come and Get These Memories
- 1963 – Heat Wave
- 1965 – Dance Party
- 1966 – Watchout!
- 1967 – Live!
- 1968 – Ridin' High
- 1968 – Dancing in the Street
- 1969 – Sugar 'n' Spice
- 1970 – Natural Resources
- 1972 – Black Magic
- 1974 – Greatest Hits

### EP Singles
- 1963 – Come and Get These Memories/Jealous Lovers
- 1963 – Heat Wave/A Love Like Yours
- 1963 – Quicksand/Darling, I Hum Your Song
- 1964 – Wild One/ Dancing Slow